# البيضاء (السبرة)

تعديل مصدري - تعديل

البيضاء محلة تابعة لقرية الجاح الازهور، التابعة لعزلة الازهور بمديرية السبرة إحدى مديريات محافظة إب في الجمهورية اليمنية، بلغ تعداد سكانها 41 حسب تعداد اليمن لعام 2004.